# Associazione Calcio Rapallo Ruentes 1914 1967-1968
Questa voce raccoglie le informazioni riguardanti l'Associazione Calcio Rapallo Ruentes  nelle competizioni ufficiali della stagione 1967-1968.

## Rosa
| N. |                   | Ruolo | Calciatore         |
| -- | ----------------- | ----- | ------------------ |
|    | Italia (bandiera) | A     | Paolo Agostini     |
|    | Italia (bandiera) | A     | Angelo Boncompagni |
|    | Italia (bandiera) | D     | Sergio Budicin     |
|    | Italia (bandiera) | A     | Mario Codognato    |
|    | Italia (bandiera) | C     | Severino Gualco    |
|    | Italia (bandiera) | C     | Pierluigi Lambrugo |
|    | Italia (bandiera) | D     | Dante Lodrini      |
|    | Italia (bandiera) | D     | Flavio Malagamba   |
|    | Italia (bandiera) | A     | Piero Montanari    |
|    | Italia (bandiera) | A     | Enrico Perego      |

| N. |                   | Ruolo | Calciatore           |
| -- | ----------------- | ----- | -------------------- |
|    | Italia (bandiera) | A     | Gian Luigi Rizzi     |
|    | Italia (bandiera) | C     | Mario Rizzo          |
|    | Italia (bandiera) | C     | Paolo Roberts        |
|    | Italia (bandiera) | A     | Gianni Rossi         |
|    | Italia (bandiera) | P     | Angelo Santambrogio  |
|    | Italia (bandiera) | P     | Emmerich Tarabocchia |
|    | Italia (bandiera) | D     | Edoardo Trivulzio    |
|    | Italia (bandiera) |       | Zanforlini           |
|    | Italia (bandiera) | C     | Andreej Zuczkowski   |